# Kobber
 Denne artikel omhandler metallet kobber og grundstof nr. 29. For sygdommen kopper, se Kopper.
Kobber (latin: cuprum), opkaldt efter Cypern, er det 29. grundstof i det periodiske system, og har det kemiske symbol Cu: I sin rene form optræder dette overgangsmetal som et skinnende metal med en karakteristisk rødlig farve.

## Egenskaber
Kobber har en række fællestræk med sølv og guld, der ligesom kobber står i gruppe 11; for eksempel er alle disse metaller nemme at forarbejde.

### Kemiske egenskaber
I kemiske forbindelser optræder kobber normalt i to oxidationstrin; som den mindre stabile kobber(I)-ion Cu+, og den mere stabile kobber(II)-ion Cu2+; sidstnævnte danner blågrønne salte og opløsninger. Knap så ofte ser man kobber i oxidationstrin +3, og i ganske sjældne tilfælde med oxidationstrin +4.
Kobber der udsættes for vind og vejr, overtrækkes overfladen efterhånden med et karbonat-holddigt lag kaldet ir, hvis irgrønne farve blandt andet kendes fra kobbertage og i modsætning til rust beskytter mod yderligere korrosion.

### Fysiske egenskaber
Kobber er en fremragende elektrisk leder og varmeleder; blandt de rene metaller overgås det kun af sølv på disse punkter, og det endda kun med godt 5 procent.
Selv små forureninger i kobber, mindsker dens elektriske ledningsevne markant og derfor oprenses kobber til anvendelse i elektriske ledninger, ofte til mindst 99,95%.
Kobber er et af de få metaller, der i stor udstrækning ikke legeres med andre metaller(dvs smeltes sammen med et andet metal for at få noget tredje. som eks.: messing der er en legering af kobber og zink), men bruges i ren form.
Kobberets lyse, rødlige farve skyldes de energibånd som elektronerne i et stykke kobber kan "færdes" i: For kobbers vedkommende er disse bånd arrangeret sådan, at elektronerne har lettere ved at optage og afgive den energimængde der er i fotonerne i rødt lys, end energien i fotonerne i grønt og blåt lys: Mere af det røde lys tilbagekastes, mens andre farver i højere grad absorberes. Selv når det er smeltet, ved temperaturer lige over smeltepunktet, bevarer kobber sin karakteristiske farve; det kan ses hvis der falder tilstrækkelig lys på det smeltede metal fra omgivelserne.

## Tekniske anvendelser
Kobber bruges til mange formål indenfor elektronikken, først og fremmest i elektriske ledninger, kabler og andre ting der skal lede elektrisk strøm. Ved fremstillingen af integrerede kredsløb ("chips") har man længe brugt aluminium til at danne de mønstre der etablerer de elektriske forbindelser mellem kredsløbets komponenter, men nu anvender man i stigende grad kobber til dette formål, fordi det leder strømmen bedre. Også i de kølefinner der bruges til at køle visse komponenter i computere, forstærkere m.v. er kobber ved at overtage aluminiums "traditionelle" rolle på området.
Kobber bruges også til statuer, som beklædning på hustage, til rør og samlemuffer i visse VVS-installationer. Mange legeringer, som for eksempel messing, indeholder kobber, og disse legeringer bruges i mønter, en lang række blæseinstrumenter, spisebestik og køkkenudstyr; for eksempel er Sterlingsølv nødt til at indeholde nogle få procent kobber hvis det skal bruges til spisebestik.
Bakterier trives ikke på en kobberoverflade: Af den grund har visse hospitaler dørhåndtag af kobber, og ved at lave luftkanalerne til aircondition af kobber kan man begrænse spredningen af legionærsyge ad disse kanaler. Kobber(II)sulfat bruges som et middel mod Mosser, alger og svampe, herunder meldug.
Kobber indgår i et antal keramiske glasurer, og bruges som farvestof til glas.
Da kobber holder sig pænt, uden at være alt for kostbart, bruges det til mønter.Danske 10- og 20-kroner er lavet i det guldlignende aluminiumsbronze (92% Cu, 6% Al, 2% Ni), 1-, 2- og 5-kroner i det sølvlignende kobbernikkel (75% Cu, 25% Ni) og 50-ørerne i kobberfarvet bronze (97% Cu, 2,5% Zn, 0,5% Sn)

## Kobber i biologien
Kobber er et livsvigtigt sporstof for alle højere dyre- og plantearter; raske voksne mennesker har brug for omkring 0,9 milligram om dagen. Kobber indgår som prostetisk gruppe i enzymer, og andre proteiner, f.eks. i cupredoxiner (blå kobberproteiner som amicyanin, plastocyanin, og pseudoazurin), nogle oxidaser, oxygenaser og oxygen-transporterende proteiner. Plasmaproteinet ceruloplasmin (ferroxidase) indeholder 6 kobberatomer pr molekyle. Visse dyrearter, herunder de fleste bløddyr, bruger det kobberholdige hæmocyanin i stedet for det jernholdige hæmoglobin til at transportere oxygen i deres blod. Cytochrom c oxidase indeholder kobber såvel som jern, og glutamatcysteinligase kan indeholde enten kobber, mangan eller magnesium. Tyrosinase eller monophenol monooxygenase, kendt for at ændre farven af skrællede kartofler og frugter, indeholder kobber.
For store mængder af kobber er til gengæld giftigt, hvilket primært skyldes kobberets evne til at optage og afgive elektroner enkeltvis ved at skifte oxidationstrin: Det virker som en katalysator for dannelsen af stærkt reaktionsvillige kemiske radikaler.

Den arvelige Wilsons sygdom bevirker at patienten ikke som normalt udskiller kobber via leveren, men ophober det. Der er undersøgelser der tyder på en sammenhæng mellem skizofreni og forhøjede mængder af kobber i kroppen.
Menkes sygdom er en sygdom, der gør, at man ikke kan optage kobber ordentligt.

## Historie
Kobber er et af de få metaller der optræder som rent metal i naturen, frem for i kemisk forbindelse med andre stoffer: Af den grund har nogle af de tidligste civilisationer haft adgang til dette metal, og mennesker har brugt kobber i mindst 10.000 år. Sumererne og egypterne fremstillede redskaber af kobber; egypterne opdagede snart, at kobber er lettere at støbe efter tilsætning af tin, hvorved legeringen bronze opstod. I Kina brugte man kobber omkring år 2000 f.Kr. og fremstillede bronze af høj kvalitet omkring 1200 f.Kr. Et af Skandinaviens ældste metalfund er en kobberdolk fundet i Karlebotn i Øst-Finnmark, fra måske så langt tilbage som 2000 f.Kr. Fra middelalderen og fremefter blev der oprettet kobberminer i hele Norge; mest kendt er minerne i Røros. Men muligvis kan kobber være udvundet i Norge så langt tilbage som 1500 f.Kr.
Kobber var en vigtig ressource for både oldtidens Grækenland og for Romerriget; romerne kaldte det for aes Cyprium (aes er latin for kobberholdige legeringer) efter Cypern, da meget kobber på den tid blev udvundet dér. Heraf blev det nyere latinske ord for kobber udledt; cuprum. Kobber blev forbundet med Afrodite/Venus, og alkymisterne brugte samme symbol for kobber som for planeten Venus.
Kobberbryllup afholdes efter 12½ års ægteskab.

## Forekomst
Kobber udgør 68 ppm af Jordens skorpe målt på masse, og findes i naturen dels som rent metal, dels i kemiske forbindelser med andre stoffer. Det er primært sulfider som chalcopyrit (CuFeS2), bornit (Cu5FeS4), covellit (CuS), chalcocit (Cu2S) der udvindes kommercielt, men der ud over kan kobber også udvindes af karbonater som azurit (Cu3(CO3)2(OH)2) og malakit (Cu2CO3(OH)2), og oxidet cuprit (Cu2O). Størstedelen af verdensproduktionen af kobberholdige malme kommer fra Chile, USA, Indonesien, Australien, Peru, Rusland, Canada, Kina, Polen, Kasakhstan og Mexico.
 Chile er verdens største producent af kobber og eksporterer til Asien (43%), Europa (29%), Sydamerika (16%) og Nordamerika (12%). Verdens største kobbermine, Chuquicamata, ligger således i Chile i Atacamaørkenen knap 3000 meter over havets overflade. Verdens største underjordiske kobbermine, El Teniente, ligger syd for den chilenske hovedstad Santiago. Minen er ejet af det statsejet selskab Codelco.
Det såkaldte Intergovernmental Council of Copper Exporting Countries, en sammenslutning af kobbereksporterende lande der eksisterede fra 1967 til 1992, forsøgte at opnå samme indflydelse på verdensmarkedet for kobber, som OPEC har på markedet for olie, men uden held, primært fordi verdens næststørste producent, USA, ikke var medlem.
I juni 1999 nåede prisen på kobber det laveste niveau i 60 år, med 0,60 amerikanske dollars per avoirdupoispund, men siden da er prisen mere end seksdoblet, til $3,75 per avoirdupoispund i maj 2006. Den økonomiske afmatning og deraf faldende efterspørgsel fik prisen på kobber til et niveau på $1,51 per avoirdupoispund i februar 2009.

## Isotoper af kobber
Naturligt forekommende kobber består af to stabile isotoper, kobber-63 og kobber-65, og dertil kendes dusinvis af radioaktive isotoper, hvoraf kobber-64 har den længste halveringstid med 12,7 timer. De øvrige kobberisotoper har halveringstider på få minutter eller mindre.